# Carlo Castellani (calciatore)
Carlo Castellani (Montelupo Fiorentino, 15 gennaio 1909 – Gusen, 11 agosto 1944) è stato un calciatore italiano, di ruolo attaccante.
Fino al 2011, ha detenuto il record di miglior marcatore assoluto dell'Empoli, con 61 marcature in 145 presenze, venendo poi superato da Francesco Tavano.

## Biografia
Nato e vissuto a Fibbiana, frazione nel comune di Montelupo Fiorentino, giocò nell'Empoli per nove stagioni (dal 1926-1927 al 1929-1930 e poi dal 1934-1935 al 1938-1939).
Fra i record particolari da segnalare, c'è anche quello del maggior numero di reti in una gara sola nella storia azzurra: nella stagione 1928-1929, il 6 gennaio, durante la gara valevole per il 10º turno del campionato di Seconda Divisione girone G, ne realizzò 5 in Empoli-S. Giorgio Pistoia, gara che finì 8-5 per gli azzurri. Nella stessa stagione, Castellani realizzò anche due triplette (nel 6-0 contro la Colligiana, e nel 4-1 contro il Le Signe), chiudendo l'annata con 22 gol fatti in altrettante gare. In realtà ne segnò una in più, vista la sua rete in un Empoli-Pontedera che poi fu sospesa: sarebbero quindi stati 23 gol quell'anno e 62 totali con l'Empoli nel corso della sua carriera. In questo modo, stabilì il record di miglior marcatore assoluto della formazione toscana, superato solo nel 2011 da Francesco Tavano.
Dopo aver giocato per Livorno e Viareggio, per poi tornare all'Empoli (nel frattempo ribattezzato "Italo Gambacciani"), Castellani lasciò il calcio fra il 1939 e il 1940.
Nella notte tra il 7 e l'8 marzo 1944, la famiglia di Castellani venne coinvolta nei rastrellamenti ordinati dai quadri locali del regime fascista come reazione repressiva agli scioperi nazionali indotti dal CLN solo alcuni giorni prima: in particolare, il padre di Carlo, David, venne inserito nella lista dal gerarca di Montelupo Fiorentino per meri motivi personali, dovute principalmente alle sue posizioni dichiaratamente antifasciste. Tuttavia, viste le condizioni di salute precarie del padre, Carlo si offrì di sostituirlo, convinto di dover partecipare ad un semplice controllo da parte del Maresciallo della locale Stazione dei Carabinieri. Invece, fu catturato e condotto alla stazione di Firenze Santa Maria Novella, e da qui deportato, insieme a molti altri, nel campo di concentramento di Mauthausen (nell'attuale Austria), dove venne rinchiuso come prigioniero politico nel sotto-campo di Gusen e sfruttato per i lavori forzati. Qui, morì di dissenteria nell'agosto del 1944: i documenti del campo conservati dall'Archivio Arolsen riportano il giorno 14, in luogo dell'11 indicato da altre fonti.
Gli sono stati intitolati gli stadi calcistici di Empoli e Montelupo Fiorentino.
Dalla moglie, Irma Marradi, ebbe due figli: Carla e Franco Castellani.
La storia della deportazione di Castellani è riportata nel libro di Alfio Dini, La notte dell'odio, pubblicato per le Edizioni Clichy nel 2020.

## Palmarès

### Club

#### Competizioni nazionali
- Serie B: 1

Livorno: 1932-1933

#### Competizioni regionali
- Campionato italiano di terza divisione: 1

Empoli: 1926-1927
- Seconda Divisione: 1

Empoli: 1928-1929
- Prima Divisione: 1

Empoli: 1936-1937

## Gli stadi

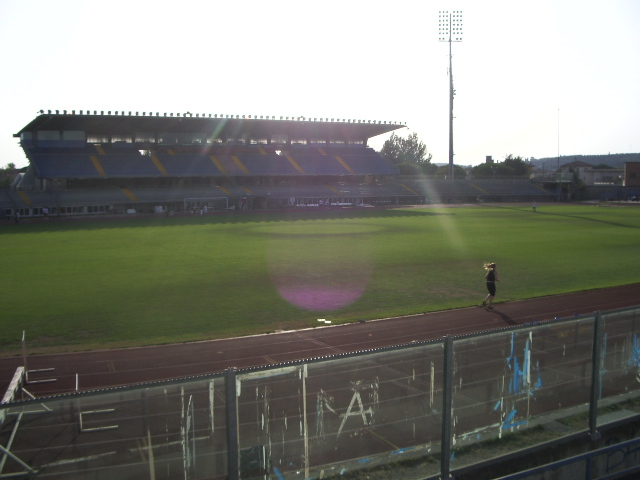
Stadio Castellani di Empoli
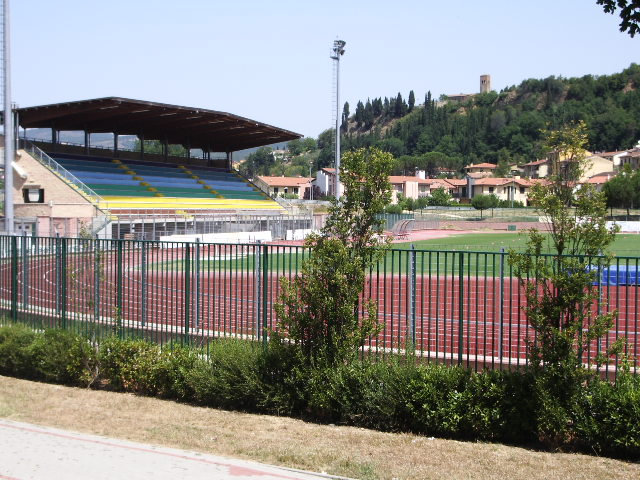
Stadio Castellani di Montelupo Fiorentino

A Castellani sono stati intitolati due stadi. 
Il primo, quello di Empoli, ospita le gare interne dell'Empoli, la squadra nella quale egli ha giocato per la gran parte della sua carriera, e che oggi milita in Serie A; il secondo, nel comune di Montelupo (che ha dato i natali di Castellani), è teatro delle sfide casalinghe del Montelupo, che disputa le serie minori del campionato italiano di calcio (Promozione).